# 鄒景雯
鄒景雯，國立台灣大學國家發展研究所法學博士，2017年7月1日接任《自由時報》總編輯，曾任《自立晚報》記者、《自由時報》記者、《自由時報》副總編輯。從事新聞工作三十餘年，累積報導與論述超過數百萬字，著有《李登輝執政告白實錄》、《李登輝給年輕人的十堂課》、《蕭萬長政壇秘錄》、《傳略蘇志誠》、《風雲劉泰英》等書。國家磐石關懷獎章得獎人。

## 生平
1986年，鄒景雯進入「自立報系」擔任記者。任職期間，歷經了許多歷史上的重大事件，例如1988年蔣經國總統過世，李登輝繼任總統與國民黨主席；1989年，中國發生天安門事件，台灣則推進了一連串的民主改革，在這個關鍵的轉折點上，鄒景雯幾乎都在歷史現場，包括1990年的國是會議，1991年資深國代在陽明山中山樓進行修憲，1992年起延續到1994年國民黨內針對總統「直選」與「委選」之爭，可謂無役不與。 
1995年，因自立報系易主，鄒景雯為《自由時報》挖角，在政治中心主跑中華民國總統府新聞，歷經李登輝、陳水扁、馬英九、蔡英文等總統，累積眾多的政府高層人脈與消息管道。馬英九擔任總統期間之馬習會，即由鄒景雯所獨家報導。
2016年蔡英文總統就任，由於鄒景雯與蔡英文長期的友好關係，有關蔡政府歷次的重要黨政人事布局，也屢屢由鄒景雯所率先批露。有媒體人認為民進黨執政期間，其最為權威。
2016年7月，鄒景雯發表國立臺灣大學社會科學院國家發展研究所博士論文《李登輝政府1996台海危機管理模式分析》，指導教授為陳明通。
2017年7月起，鄒景雯擔任總編輯，主持編務之餘，仍持續撰寫新聞報導與新聞評論。2018年她在接受《銘報》專訪時說明：記者是她的身分，也是她的初衷；總編輯則是她現階段的任務，最優先的責任。這兩件事，如果時間管理能夠調度得宜，不僅不衝突，而且可以相輔相成。

鄒景雯反共立場鮮明，經常為文批判中國政府、中共政權的威權體制，因此曾遭《環球時報》、《海峽導報》等中國黨官媒攻擊，指其身為「外省第二代」，竟數典忘祖，成為宣揚「台獨」的旗手。不過鄒景雯則認為，媒體的角色就是「秉於事實，做好本分」，《自由時報》沒有所謂外界認為的台獨立場，只是呈現事實而已。

## 訴訟
2006年7月20日，《自由時報》以顯著篇幅及版面就中華民國總統府成員所涉及國務機要費案進行報道，並且由副總編輯鄒景雯撰文。文章提到陳水扁政府為強化對澳洲外交關係，特別成立「南線專案」，以國務機要費進行「機密外交」；並引用匿名發言，指稱全案在臺北市立第一女子高級中學大門給錢並進行單據簽收等工作。聯合報系的《聯合晚報》亦於2006年7月20日同一天，於第二版刊登標題「官員證實：南線工作窗口拿君悅發票報帳」報導。聯合報更於2006年7月21日Ａ2版面持續刊登相關內容，標題「府核心：線民剛好拿扁嫂友人收據...倒楣」。2008年9月5日，陳水扁向最高法院檢察署特別偵查組承認南線專案全屬捏造。
2010年12月30日，《聯合報》【黑白集】探討有關政府置入性行銷的議題，內容提到「現今媒體的惡疾，絕不止在置入性行銷」、「真正的媒體醜聞，是用頭條新聞刊登『南線專案在北一女門口』付錢那種惡劣行徑；……這類新聞在形式上不能區隔，在內涵上更是放話造謠；這是媒體之恥、臺灣之恥，卻不是『政府置入媒體』、而是『媒體置入政府』」、「這家報紙經常刊出『自由合成』的假照片，甚至連民調也被質疑沒有民調中心；這些，也都不是置入性行銷，卻皆是根本違反了新聞媒體的天條鐵律」，但未點名批判《自由時報》。《自由時報》與鄒景雯提起民事訴訟，要求《聯合報》刊登道歉啟事並賠償新臺幣一百五十萬元。一審判決《自由時報》敗訴，判決指出：《聯合報》既無侵害名譽之惡意，復無損害原告於社會之評價。《自由時報》不服一審判決，提起上訴。2012年7月31日，臺灣高等法院二審判決駁回《自由時報》上訴，維持原判決。

## 事件

### 馬習會
2015年在新加坡舉行的「馬習會」，是1949年之後，兩岸政府領導人的首次會面。備受國際矚目。總統府為布局馬習會，事前舖陳了一兩個月，從中國點頭提出第三地碰面，更長達4個月的保密期，但沒想到就在11月4日馬總統正式記者會前，被鄒景雯於11月3日晚上10點34分在《自由時報電子報》獨家揭露。報導指出，由於時值中星建交25週年，習近平是接受新加坡總統陳慶炎邀請，於11月6日與7日到新加坡進行國是訪問，在此之前，習近平將先到越南進行參訪，而後再轉往新加坡。消息曝光後，總統府危機處理90分鐘才對外證實，不過，究竟是誰大嘴巴呢？有人把矛頭指向立法院長王金平放話，就連掌握黨務系統的朱立倫，幫忙安排的外交與國安系統，一共有4個管道通通有嫌疑。各家媒體求證總統府、狂打發言人電話總是通話中，直到晚上11點40分發出聲明，午夜12點，發言人陳以信丟出聲音檔，90分鐘危機處理，總統府被迫證實。

### 空服員罷工
2017年7月31日，《自由時報》總編輯鄒景雯發表特稿稱，長榮航空藉颱風假之由宣布若干航班「被停飛」，幕後操盤者是「左統色彩」的桃園市產業總工會；未來在幕後進行操弄的「職業運動家」準備要發動的是聯合大罷工，以癱瘓大眾運輸、打擊蔡英文政府。特稿稱，「由於每個個案的背後均來自同一個操盤者，即桃產總、具有左統色彩的工運者；政府追蹤發現，這已經超越了單純勞工權益的問題，進入非以勞工權益為主目的、非常複雜的運動面向……中國共產黨講究『黨的建設、統一戰線、武裝鬥爭』，所謂三大法寶，在近來的這些行動中，到處可以看到痕跡」。
2017年8月1日，前工人立法行動委員會執行長何燕堂抨擊，鄒景雯特稿直接將工運抗爭當作攻擊政府的「國家安全事件」在對待，與2002年泛綠政治人物李明憲、李鎮楠與黃宗源指控秋鬥是國共兩黨「國共合作，鬥臭台灣」的抹紅手段如出一轍，如此法西斯思維令人不寒而慄。
2017年8月2日，台灣電子電機資訊產業工會理事長黃宋儒表示，鄒景雯特稿發表後，即有網友挖出2013年鄒景雯支持秋鬥勞工遊行、主張媒體業從業人員「應該與勞苦階級站在一起」的文章。同日，《聯合報》【黑白集】指出：「以運輸業而言，去年小英（蔡英文）總統一上任即對華航罷工大表支持，至今卻發現輿論風向不對。親綠媒體（《自由時報》）遂發展出『罷工陰謀論』，指有左派『職業運動家』幕後操弄，擬發起聯合大罷工，以達癱瘓運輸、打擊政府的目標；並強調，其源於中共的武裝鬥爭行動。……『空姐背後有共諜』之說，寧非二十一世紀台灣之最大退步？」
2017年9月28日，國際社會主義前進表示，鄒景雯特稿證明，蔡英文政府以防止中國共產黨滲透為藉口推行《國家保防工作法》與《反滲透法》，最終目的是為了鎮壓工人階級組織和運動；《自由時報》歇斯底里地散播謊言，「可見台灣工人階級的鬥爭已令資本家提心吊膽，下一步他們就會作出大力的法律甚至暴力鎮壓」。

### 趙少康回國民黨
2021年2月1日，鄒景雯揭露內幕：「趙少康前不久主動向國民黨主席江啟臣表達了重返國民黨的意願，敏感的是，傳出趙少康同時還要了中評委的位子」。之後鄒景雯又進而報導，最早的引路人是韓冰與許淑華。
消息見報後，2月2日，當時的國民黨主席江啟臣宣布通過趙少康申請恢復中國國民黨黨籍一案。然趙少康表示：因為他要入黨的事，被自由時報曝光，導致他在週一被迫召開記者會。趙並質問國民黨中央「為什麼很多內部機密，都給自由時報？這當然是國民黨內部洩漏消息，民進黨當然不會知道」。他認為「國民黨有內奸」，「江主席應該要查一下」。
國民黨文傳會副主委鄭照新也證實：江啟臣和趙少康幾度會面時確實談過，將邀請多位過去和國民黨有淵源的好朋友「回娘家」並擔任中評委，但針對趙少康質疑「有內奸」，鄭照新未正面回應，他直接以「請教自由時報總編輯鄒景雯：能不能對大家說清楚消息從何而來？」迴避外界的追問。

## 著作
- 《李登輝執政告白實錄》（印刻出版有限公司，2001）
- 《傳略蘇志誠：九十年來最具爭議的權力人物》（四方書城有限公司，2002）
- 《風雲劉泰英：金權王國的最高主宰》（四方書城有限公司，2002）
- 《蕭萬長政治秘錄》（四方書城有限公司，2003）
- 《李登輝給年輕人的十堂課：從鄉下青年到權力頂峰的成功訣竅》（四方書城有限公司，2006）
- 《兩岸開放二十年回顧與展望》（與吳介民、林碧炤、林正義、周美里、周繼祥、邵宗海、許惠祐、張五岳、趙春山、鄭端耀合著）（財團法人兩岸交流遠景基金會，2007）
- 《新時代的台灣：邁向正常國家之路》（與黃昆輝合著）（玉山社出版公司，2018）
- 《自立容顏：這回，他們不再記錄別人，而是寫下自己的生命故事》（與吳豐山、李永得、向陽、呂東熹、魚夫、徐璐、謝三泰、王幼玲、胡元輝、陳銘城、蘇正平、李瓊月、陳彥斌合著）（自立三口組工作室，2021）

## 外部連結
- 鄒景雯的Facebook專頁